# Mandala

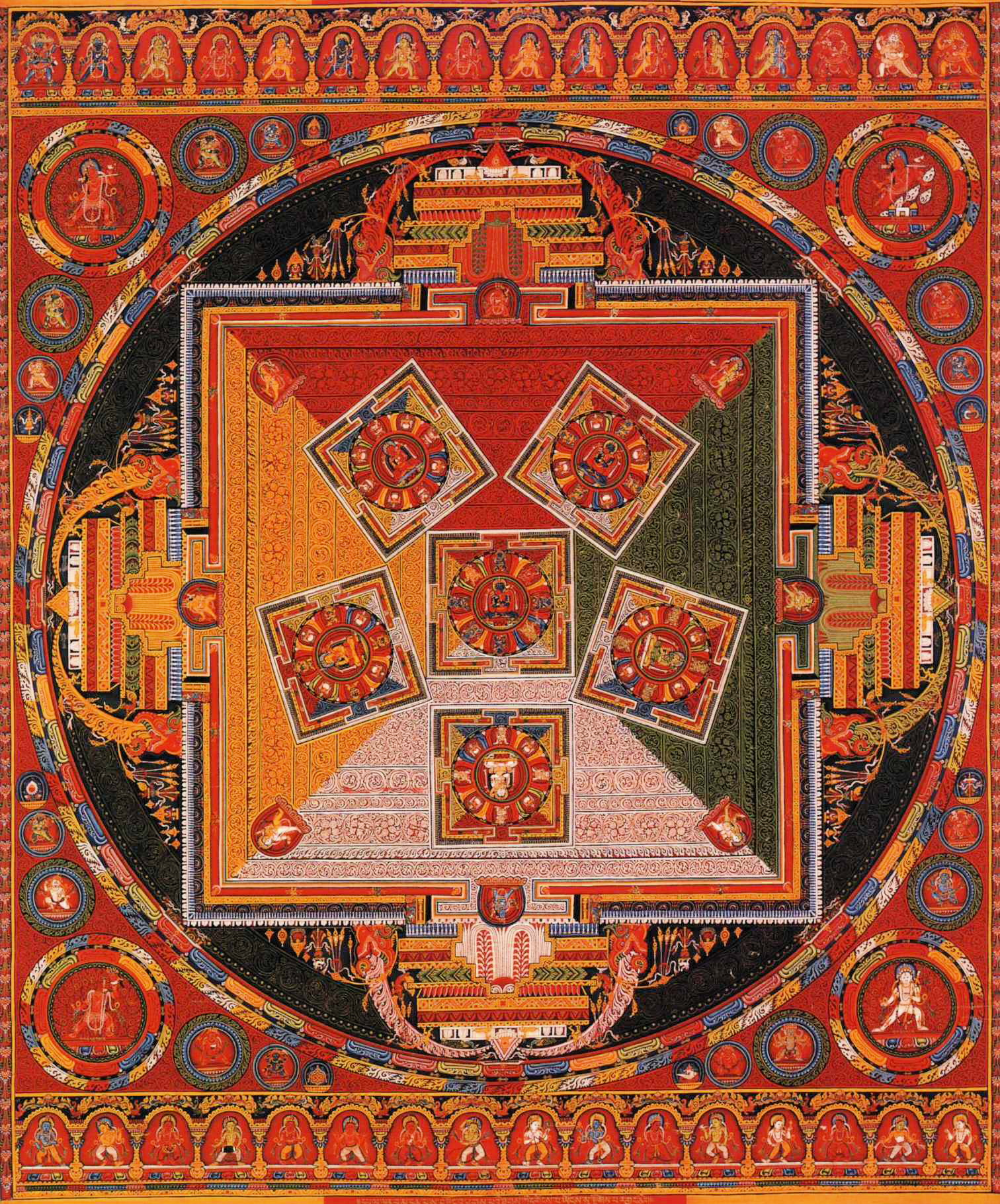
Mandala van de Zes Chakravartins (Draaiers van het Wiel), geel is het zuiden (links), rood het westen, groen het noorden en wit het oosten

De mandala (Sanskriet: मण्डल, cirkel) is een plan, kaart of geometrisch patroon dat metafysisch of symbolisch de kosmos uitbeeldt in Oosterse religies zoals het Hindoeïsme, Boeddhisme, Jaïnisme en Shintoïsme. Het concept heeft een Vedische oorsprong, maar wordt ook uitgebeeld in de Tibetaanse kunst en in het Tibetaans boeddhisme gebruikt.
Een bijzondere vorm is de zandmandala die, omgeven met rituele ceremonies, wekenlang tot in minutieus detail wordt vervaardigd met kleine korreltjes zand, waarna het later weer ceremonieel wordt vernietigd en aan de natuur (stromend water) wordt teruggegeven.
De psychiater Carl Gustav Jung zag de mandala als voorstelling van het onbewuste zelf.

## Herkomst
De stijl van de beeltenissen volgde in eerste lijn de Indiase periode van de Gupta's en de hindoeïstische kunst. Mandala's dienen als meditatievoorwerp die de beoefenaar moet ondersteunen zich te concentreren op het betreffende motief en de daarmee tot uitdrukking gebrachte leerinhoud.
De oudste mandala's behorend tot het boeddhisme zijn gevonden in de Mogao-grotten in Dunhuang, West-China, en in Japan. Ze zijn in beide vindplaatsen geschilderd op opgerolde zijde (scrolls) en dateren van ca. de negende eeuw. De oudste mandala behorend tot het Himalaya-boeddhisme zijn aangetroffen in de Dukhang gompa in Ladakh. Ze dateren van de bouw van de gompa die plaatsvond tussen de jaren 1175 en 1200. Ladakh behoort tegenwoordig tot India, maar was ooit afwisselend zelfstandig of behorend tot Tibet. Het boeddhisme in deze regio is nog tot in de 21ste eeuw de Tibetaanse uitdrukkingsvorm. In de Dukhang gompa zijn muurschilderingen aangetroffen die de negen mandala's van Boeddha Vairocana, van bodhisattva of boeddha Manjushri en van Prajñaparamita verbeelden. Prajñaparamita, Perfectie van Wijsheid, is in zijn oudste vorm een van de eerste mahayana boeddhistische geschriften; er werd later een menselijke vorm aan gegeven.
In de hindoe Rig-Veda wordt de term mandala's gebruikt voor de gestructureerde kennis die kan gereciteerd worden. Elk van de tien boeken is een mandala. Bijvoorbeeld wordt de negende ook wel de Soma mandala genoemd.
Deze opvatting van mandala in abstracte vorm werd door het boeddhisme overgenomen in bepaalde architecturale vorm. In de Ellora-grotten in Centraal-India, die tussen de jaren 700 en 730 werden ingericht, zijn ieder van de drie verdiepingen in grot 12 gearrangeerd als evenzovele mandala's, waarbij een Boeddha het centrale deel verbeeldt, en bodhisattva's in de kardinale windrichtingen zijn geplaatst. Die architecturale vorm werd in later eeuwen teruggevonden in gompa in de westelijke delen van de Himalaya, zoals in de Tabo dukhang die gebouwd werd in 996.

## Opbouw
Een mandala, en in het bijzonder het midden, kan tijdens de meditatie worden gebruikt als object om de aandacht op te richten. De symmetrische geometrische vorm zorgt ervoor dat de aandacht automatisch op het midden wordt gericht.
Bij een mandala gaat het om een precies werk met nauwgezet gedefinieerde uitbeelding van een hemels/goddelijk paleis dat in het centrum staat en gewoonlijk is weergegeven door een vierkant dat omgeven is door een cirkel. Deze wordt meestal uitgebeeld door een boeddha of een bodhisattva.
Afhankelijk van het motief kan een veelvoud aan verschillende figuren worden gebruikt, variërend van verdere boeddha's, bodhisattva's, godheden, demonen en belangrijke geestelijken. Ook worden andere symbolen gebruikt zoals rituele voorwerpen, gebouwen en abstracte geometrische vormen.

## Gebruik in de architectuur
De Borobudur op Java is een mandala in de boeddhistische zin van het woord. De bouw van de Borobudur volgde de mandala zoals dit in het Indiase tantrisme werd verstaan; de Borobudur is noch geïnspireerd op Tibetaanse voorbeelden, noch zijn Tibetaanse mandala's een uitvloeisel van architecturale voorbeelden zoals deze op Java. Hier, zowel in het Himalaya-voorbeeld als in het Javaanse, werden twee verschillende interpretaties van eenzelfde principe gevolgd: de representatie van het geheel van de kosmos en de deelaspecten daarvan.
Ook dienden mandala's als model in de Tibetaanse architectuur voor bouwtekeningen en voorschriften van gebouwen en tempelcomplexen. De toegangsportalen, woongebouwen, gebedshallen en heiligdommen werden gebouwd zoals in een mandala was voorgeschreven, waardoor de tweedimensionale symbolische modellen in feite driedimensionaal werden uitgebeeld.

## Ter vergelijking met andere culturen

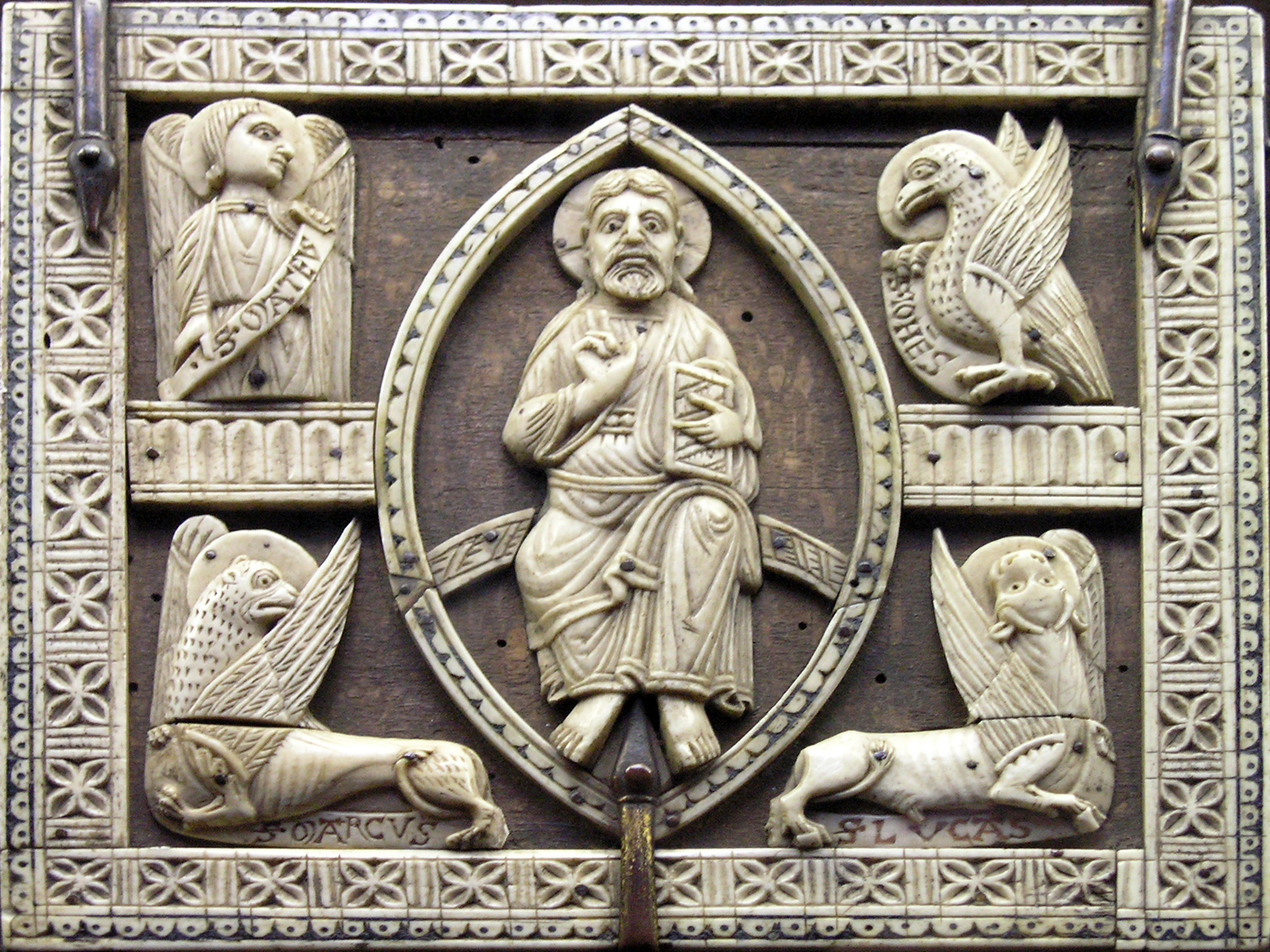
Christus omgeven door de wezens van de tetramorf, 13e eeuw, ivoor, Musée de Cluny, Parijs

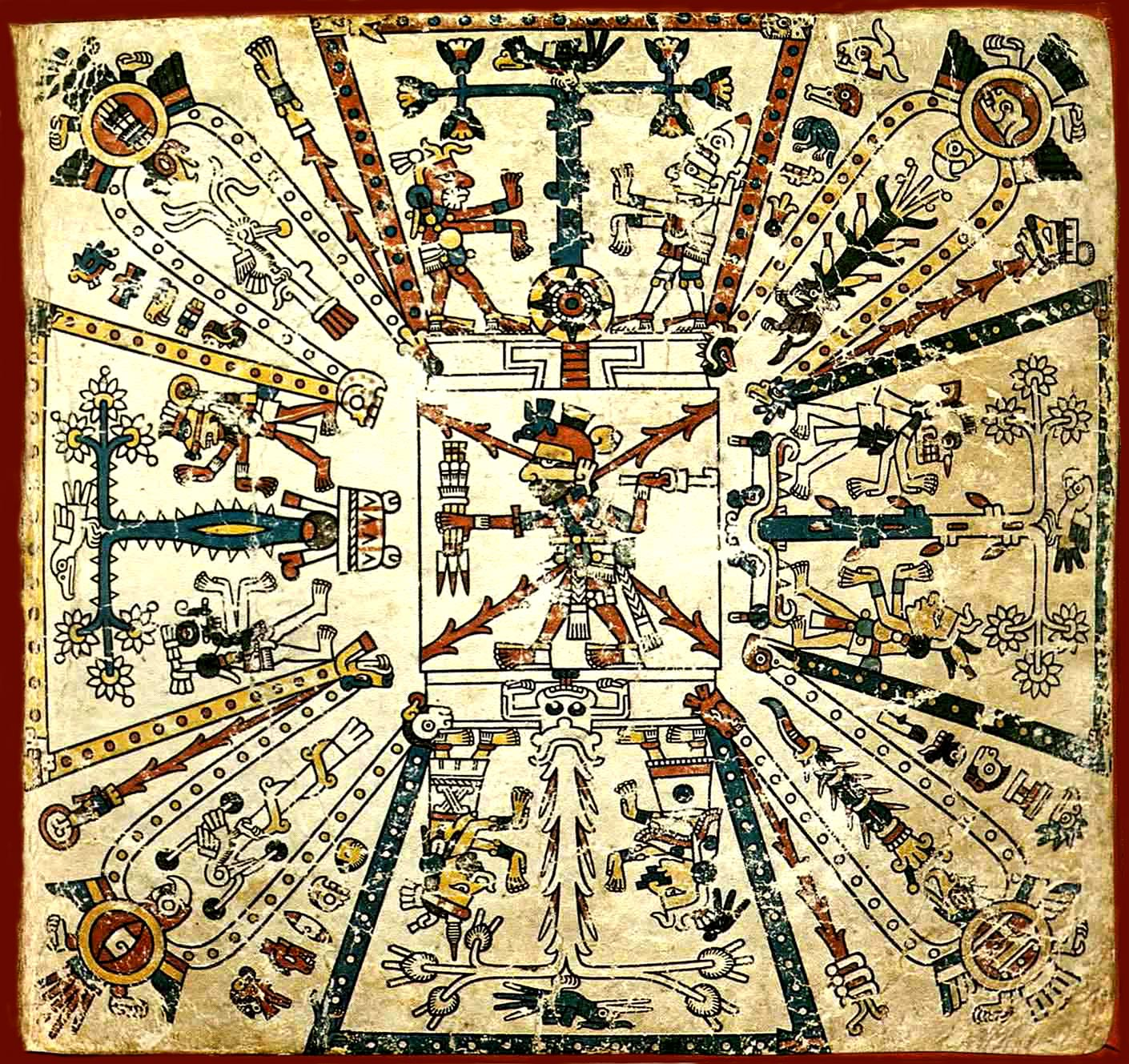
Azteeks beeld van ruimte en tijd, met in het midden Xiuhtecuhtli. Het zuiden staat links, daarom was Huitzilopochtli de 'kolibrie van links of het zuiden'.

In andere culturen wereldwijd is men tot een weergave van de ruimte gekomen: een kruis in de vier windrichtingen met in het midden god dan wel een godheid.
In de Europese cultuur werd het kruis net als de mandala als grondplan voor geestelijke bouwwerken gebruikt.
In Afrika werden op basis van het kruis de piramiden opgericht.
In Mesopotamië en Perzië werden tempeltorens, ziggoerats, opgericht om de hemelsferen van de kosmos uit te beelden.